# Рожеріо Сені
Роже́ріу Му́ке Се́ні (порт. Rogério Muke Ceni; нар. 22 січня 1973 року) — бразильський футбольний воротар. По завершенні ігрової кар'єри — тренер. З 2019 року очолює тренерський штаб команди «Форталеза».
Чемпіон світу 2002 року у складі збірної Бразилії. Виступав понад 20 років за клуб «Сан-Паулу». Офіційно визнаний ФІФА воротарем, що забив найбільшу кількість м'ячів в історії.
В грудні 2015 року оголосив про завершення кар'єри гравця, забивши 131 м'яч.

## Виступи за збірну
1997 року дебютував в офіційних матчах у складі національної збірної Бразилії. Протягом кар'єри у національній команді, яка тривала 10 років, провів у її формі 16 матчів.
У складі збірної був учасником розіграшу Кубка конфедерацій 1997 року у Саудівській Аравії, здобувши титул переможця турніру, чемпіонату світу 2002 року в Японії і Південній Кореї, здобувши титул чемпіона світу, а також чемпіонату світу 2006 року у Німеччині.

## Кар'єра тренера
Розпочав тренерську кар'єру невдовзі по завершенні кар'єри гравця, 2016 року, очоливши тренерський штаб клубу «Сан-Паулу», де пропрацював з 2016 по 2017 рік. Протягом 2017—2019 років очолював «Форталезу».
Частину 2019 року був головним тренером «Крузейру», після чого знову очолив тренерський штаб «Форталези».

## Досягнення

### Гравець
Командні
- Переможець Кубка Лібертадорес 1993, 1994, 2005
- Володар міжконтинентального кубка 1993, 2005
- Чемпіон Бразилії 2006, 2007, 2008
- Чемпіон світу: 2002
- Учасник чемпіонатів світу: 2002, 2006
- Переможець Кубка конфедерацій: 1997
- Чемпіон штату Сан-Паулу: 1998, 2000, 2002, 2005
- Чемпіон турніру Ріо — Сан-Паулу: 2001
- Фіналіст Кубка Бразилії: 2000
- Чемпіон штату Мату-Гросу: 1990
- Santiago de Chile Tournament: 1993
- St Jacques de Compostela Tournament: 1993
- Володар Рекопи: 1993, 1994
- Володар Кубка КОНМЕБОЛ: 1994
- Володар Суперкубка КОНМЕБОЛ: 1996
- Los Angeles Cup: 1999

Особисті
- Найкращий гравець Чемпіонату Бразилії (за версією журналу «Плакар»): 2000, 2006
- Володар призу «Срібний м'яч» (за версією журналу «Плакар»): 2003, 2004
- Найкращий гравець клубного чемпіонату світу: 2005
- Футболіст року в Бразилії: 2008

### Тренер
- Чемпіон Бразилії: 2020
- Переможець Ліги Каріока: 2021
- Володар суперкубка Бразилії: 2021

| Дата       | Місто                 | Господарі      | Результат | Гості     | Турнір             | Голи | Примітки |
| ---------- | --------------------- | -------------- | --------- | --------- | ------------------ | ---- | -------- |
| 12-12-1997 | Ер-Ріяд               | Бразилія       | 3 – 2     | Мексика   | Кубок Конфедерацій | -2   |          |
| 14-10-1998 | Вашингтон             | Бразилія       | 5 – 1     | Еквадор   | товариський матч   | -1   |          |
| 18-11-1998 | Форталеза             | Бразилія       | 5 – 1     | Росія     | товариський матч   | -1   |          |
| 28-3-1999  | Сеул                  | Південна Корея | 0 – 1     | Бразилія  | товариський матч   | -    |          |
| 31-3-1999  | Токіо                 | Японія         | 0 – 2     | Бразилія  | товариський матч   | -    |          |
| 3-9-2000   | Ріо-де-Жанейро        | Бразилія       | 5 – 0     | Болівія   | Відбір до ЧС 2002  | -    |          |
| 8-10-2000  | Маракайбо             | Венесуела      | 0 – 6     | Бразилія  | Відбір до ЧС 2002  | -    |          |
| 15-11-2000 | Сан-Паулу             | Бразилія       | 1 – 0     | Колумбія  | Відбір до ЧС 2002  | -    |          |
| 3-3-2001   | Пасадена (Каліфорнія) | США            | 1 – 2     | Бразилія  | товариський матч   | -1   |          |
| 7-3-2001   | Гвадалахара           | Мексика        | 3 – 3     | Бразилія  | товариський матч   | -3   |          |
| 28-3-2001  | Кіто                  | Еквадор        | 1 – 0     | Бразилія  | Відбір до ЧС 2002  | -1   |          |
| 25-4-2001  | Сан-Паулу             | Бразилія       | 1 – 1     | Перу      | Відбір до ЧС 2002  | -1   |          |
| 21-8-2002  | Форталеза             | Бразилія       | 0 – 1     | Парагвай  | товариський матч   | -1   |          |
| 27-4-2005  | Сан-Паулу             | Бразилія       | 3 – 0     | Гватемала | товариський матч   | -    |          |
| 1-3-2006   | Москва                | Росія          | 0 – 1     | Бразилія  | товариський матч   | -    |          |
| 22-6-2006  | Дортмунд              | Бразилія       | 4 – 1     | Японія    | ЧС 2006 - 1-й етап | -    | 82'      |
| Усього     |                       | Матчів         | 16        |           | Голів              | -11  |          |